# ノルトライン＝ヴェストファーレン州議会
ノルトライン＝ヴェストファーレン州議会（ノルトライン＝ヴェストファーレンしゅうぎかい、ドイツ語: Landtag Nordrhein-Westfalen）は、州都デュッセルドルフにあるドイツの連邦州であるノルトライン＝ヴェストファーレン州の議会である。

## 概要
議員の任期は5年であるが、過半数の議決により任期満了前にも自主解散をすることができる。
州議会は立法権を有し、州法律案及び予算案の審議を行い採択・承認する権限を持つ。さらに、州議会議員の中からノルトライン＝ヴェストファーレン州首相を選任することとなっており、州議会は州首相により組織された州政府の活動を監視する役割を担う。

## 組織

### 本会議
本会議は議会業務の中心機能を果たし、州議会の最終意思決定が行われる。本会議の議事日程については、議会運営委員会が準備する。 

### 常任委員会
本会議における諸決議の準備をする機関として、以下８つの常任委員会が設けられている。各委員会の所掌事務は本会議が定めることになっており、本会議から付託された個々の案件について処理を行う。
- 財政委員会
- 経済委員会
- 内務委員会
- 学校・青少年およびスポーツ委員会
- 環境および交通委員会
- 社会委員会
- 農村農業委員会
- 科学・研究および技術委員会

### 議会運営委員会
議会運営委員会は、議長、副議長および会派代表等18名で構成され、議会の運営、議事日程等について相談、決定を行う。議会予算についても、同委員会で決定される。

## 政党と議席数
2022年5月実施の州議会選挙の結果、会派別の議席構成は以下の通りとなった。
| 会派名                       | 議員数 |
| ---------------------------- | ------ |
| ■キリスト教民主同盟（CDU）   | 76     |
| ■社会民主党（SPD）           | 56     |
| ■同盟90/緑の党（B90/Grüne）  | 39     |
| ■自由民主党（FDP）           | 12     |
| ■ドイツのための選択肢（AfD） | 12     |
| 合計                         | 195    |